# Нагакуте
Нагакуте (яп. 長久手市 Нагакутэ-си) — город в Японии, находящийся в уезде Айти префектуры Айти. Площадь города составляет 21,54 км², население — 56 428 человек (1 июня 2014), плотность населения — 2619,68 чел./км². В Накагуте находится исследовательский институт компании Тоёта, Toyota Labs.

## Географическое положение

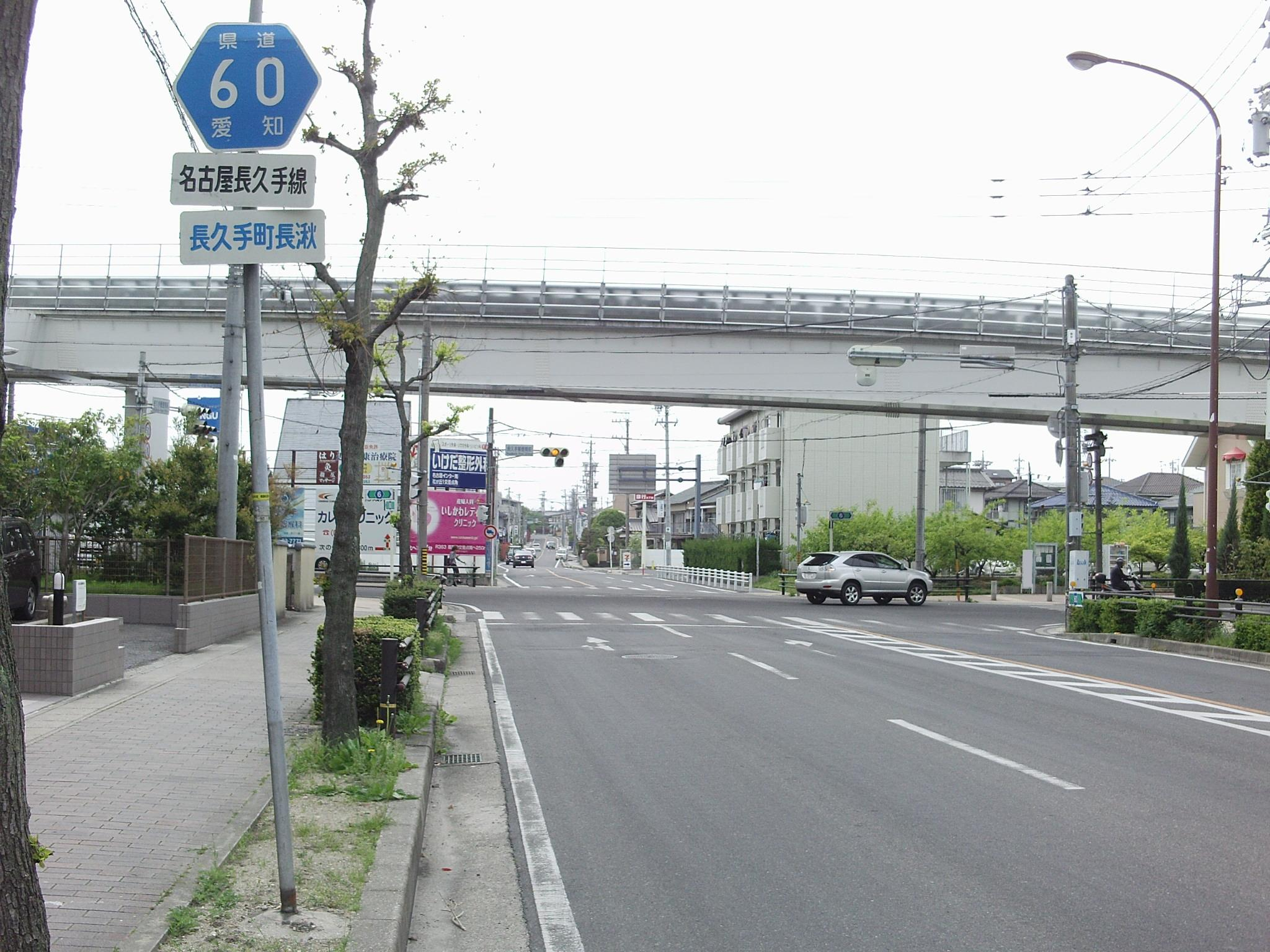
Нагакуте

Город расположен на острове Хонсю в префектуре Айти региона Тюбу. С ним граничат города Нагоя, Овариасахи, Сето, Тоёта, Ниссин.

## Население
Население города составляет 56 428 человек (1 июня 2014), а плотность — 2619,68 чел./км². Изменение численности населения с 1980 по 2005 годы:
| 1980 | 18 610 чел. |  |
| 1985 | 25 507 чел. |  |
| 1990 | 33 714 чел. |  |
| 1995 | 38 490 чел. |  |
| 2000 | 43 306 чел. |  |
| 2005 | 46 493 чел. |  |

## Символика
Деревом города считается клён, цветком — Rhododendron indicum.